# Tłokno
Tłokno, tłukno (prasłow. tălkъna) – jedna z najbardziej pierwotnych potraw słowiańskich przygotowywana z gotowanego owsa (ewentualnie, rzadko z jęczmienia albo żyta), suszonego na piecu, a następnie mielonego lub kruszonego. Rodzaj owsianki.

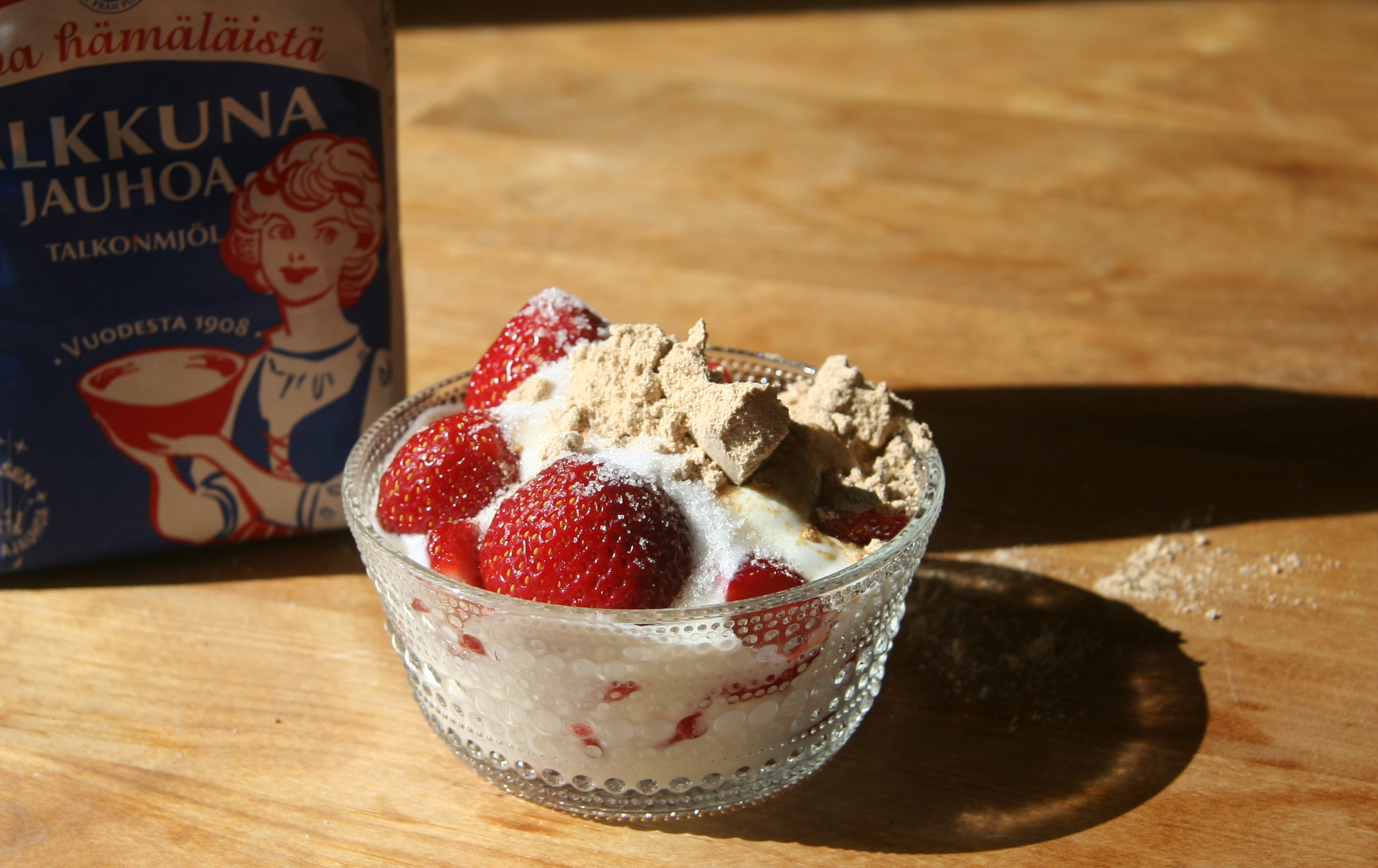
Fińska talkkuna

Ziarna owsa były najpierw moczone w wodzie, następnie suszone w piecu do zżółknięcia i ostatecznie tłuczone w stępie. W wyniku tych działań powstawała masa z niewielką ilością wody, którą solono lub słodzono miodem. Nadawała się do spożycia na surowo lub po dalszym przetworzeniu.
Potrawa została zapożyczona od Słowian przez niektórych najbliższych sąsiadów. Znana była np. pod nazwą talken (także: talk lub dalken) na terenach obecnej Austrii (Alpy Wschodnie) albo talkkuna w Finlandii. Nazwa tłokno używana była w Polsce. U Słowian wschodnich nazywano ją tolokno (scs. толокно). Gerard Labuda pisał o potrawie: „tłokno, rozpowszechnione u zgermanizowanych Słowian alpejskich, przyrządzano z krup owsianych”.
Współcześnie w Rosji mianem tołokna określa się kruszone płatki owsiane.